# Tradwife
Una tradwife (neologismo per moglie tradizionale o casalinga tradizionale) è una donna che crede e pratica i ruoli di genere e i matrimoni tradizionali. Alcune possono scegliere di svolgere un ruolo di casalinga all'interno del loro matrimonio, lasciando la loro carriera per concentrarsi sulla soddisfazione dei bisogni della famiglia in casa.
Secondo Google Trends, le ricerche online del termine tradwife hanno iniziato a crescere in popolarità intorno alla metà del 2018 e hanno raggiunto livelli elevati all'inizio degli anni 2020. L'estetica tradizionale della casalinga si è da allora diffusa in tutto internet, in parte attraverso i social media, dove le donne esaltano le virtù del comportamento della donna ideale.